# Claude Aveline
Claude Aveline, właśc. Eugène Avstine (ur. 19 lipca 1901 w Paryżu, zm. 4 listopada 1992 tamże) – francuski pisarz, poeta, malarz i działacz ruchu oporu.

## Życiorys
Urodził się w rodzinie rosyjskich Żydów, którzy w 1891 uciekli do Francji w obawie przed pogromami i otrzymali obywatelstwo w 1905. Po ukończeniu prestiżowego Lycée Henri-IV kontynuował naukę w Lycée Hoche w Wersalu. Podczas I wojny światowej w 1915 zgłosił się do armii na ochotnika jako sanitariusz.
Po powrocie do Paryża rozpoczął studia w Lycée Janson-de-Sailly, ale ze względu na pogarszający się stan zdrowia musiał je przerwać. W latach 1918–1919 mieszkał w Le Cannet w pobliżu Cannes, gdzie zaczął pisać używając pseudonimu Claude Aveline. W 1919 jego wiersze zostały po raz pierwszy opublikowane w prasie, a on został przedstawiony Anatole France, stając się jego protegowanym i przyjacielem. Jednym z tematów jego wierszy jest zamach na Jeana Jaurèsa, Aveline poznaje zabójcę polityka Raoul Villain i nawiązuje z nim przyjaźń. W 1920 powrócił do Paryża, znalazł zatrudnienie w redakcji czasopisma o sztuce i przyjął zlecenie napisania książki o Buddzie, miała nosić tytuł „La merveilleuse Légende de Siddhartha Gautama bouddha”. Aby poprawić stan zdrowia wyjechał z Paryża, a po powrocie podjął pracę sekretarza bibliografa Adolphe van Bever, którzy przyjaźnił się z pisarzem Philéasem Lebesgue (w lipcu 1925 Claude Aveline został sekretarzem Lebesgue i zajął się tłumaczeniem jego powieści). W 1922 założył własny dom wydawniczy nadając mu nazwę „Chez Claude Aveline Editeur”, miał wówczas 21 lat i został obwołany najmłodszym wydawcą we Francji, a być może i na świecie. W ciągu ośmiu lat wydał drukiem ponad pięćdziesiąt pozycji autorstwa takich twórców jak: Charles de Saint-Évremond, Voltaire, Diderot, Ernest Renan, Remy de Gourmont, Maurice Maeterlinck, André Gide, Paul Valéry, Georges Duhamel. Po nawrocie problemów zdrowotnych cztery lata spędził w klinice i sanatorium w Font-Romeu-Odeillo-Via, gdzie poznał i zaprzyjaźnił się z reżyserem Jeanem Vigo. Była to na tyle silna więź, że po śmierci żony Vigo był on wykonawcą jego testamentu i prawnym opiekunem ich córki (w 1951 ustanowił nagrodę dla młodych reżyserów – Prix Jean-Vigo, zasiadał w jury przez dwadzieścia pięć lat). W 1932 Claude Aveline opublikował powieść detektywistyczną „La Double Mort de Frédéric Belot”, która okazała się wielkim sukcesem wydawniczym. Stworzył ją korzystając z informacji i wskazówek otrzymanych z prefektury policji. W 1934 nie należąc do żadnego ugrupowania politycznego został uczestnikiem i komentatorem rozpraw sądowych przeciwko młodym lewicującym działaczom z Oviedo. Od tego czasu zaczął sympatyzować z komunistami i ruchami lewicowymi oraz organizacjami antyfaszystowskimi, a to przełożyło się na tematykę jego publikacji w czasopismach. Dwa lata później ukazał się kolejna powieść „Le Prisonnier”. Albert Camus w jednym z wywiadów powiedział, że natchnęła go ona do napisania własnej powieści „Obcy”.
W czasie II wojny światowej początkowo przebywał w Paryżu, w sierpniu 1940 razem z Jeanem Cassou i Marcelem Abrahamem założyli komórkę antyfaszystowską, która dołączyła do stworzonej przez Borisa Vildé i Anatola Lewitsky’ego „Groupe du musée de l’Homme”, która weszła w skład francuskiego ruchu oporu. Po fali aresztowań i egzekucji w 1941 wyjechał w okolice Lyonu i dzięki Louisowi Martin-Chauffierowi osiadł w Collonges-au-Mont-d’Or. Mieszkając tam nie przerywał pisania. W tym okresie powstały trzy powieści, ale niemiecka cenzura nie pozwoliła na ich publikację. Jego dom był skrzynką kontaktową działaczy ruchu oporu różnych ugrupowań. W grudniu 1941 był jednym z członków założycieli konspiracyjnej gazety „Combat”. W grudniu 1943 posługując się fałszywymi dokumentami wystawionymi na nazwisko Louis-Marie Martin uniknął aresztowania. Aby być bezpieczny, w kwietniu 1944 przeniósł się do Arras. Używając pseudonimu „Minervois” opublikował powieść „Le Temps mort” wydaną następnie przez działające w konspiracji wydawnictwo Les Éditions de Minuit.

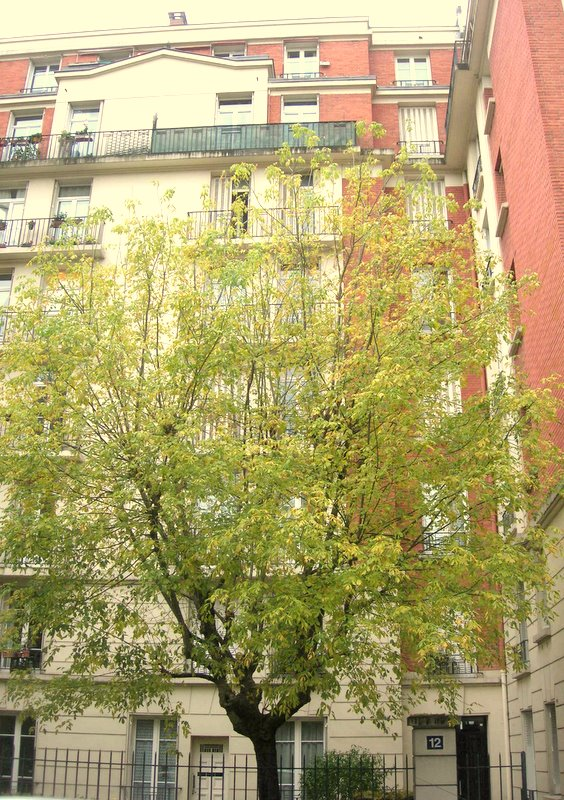
Kamienica przy rue Théophraste-Renaudot w XV dzielnicy Paryża, Claude Aveline mieszkał tu od 1950 do śmierci

W 1946 zaangażował się w sprawy związane z polityką Francji wobec Francuskiej Afryki Zachodniej. W 1948 zachorował na wyłuszczenie gałki ocznej, w wyniku choroby stracił prawe oko. Po zmianach politycznych w Jugosławii, kiedy to Josip Broz Tito sprzeciwił się Stalinowi, pisarz zainteresowany sytuacją przebywał tam przez dwa lata. W 1950 został członkiem Zarządu Wykonawczego Europejskiego Stowarzyszenia Kultury, organizacji założonej w Wenecji przez Umberto Campagnolo, która miała za zadanie podczas zimnej wojny podejmować wszelkie działania zmierzające do utrzymania dialogu między narodami.
W 1952 za całokształt dotychczasowej twórczości otrzymał Grand Prix Société des gens de lettres (Towarzystwa Literackiego Akademii Francuskiej), a w 1955 Prix Italia, za przygotowywanie słuchowisk radiowych. W 1956 poprosił znajomych artystów o zilustrowanie napisanego w 1950 wiersza „portret de l'Oiseau-Qui-N'Existe-PAS” (Portret ptaka, który nie istnieje). Utwór został przetłumaczony na pięćdziesiąt pięć języków, a artysta otrzymał sto osiem prac w różnych technikach i stylach. Ich autorami byli m.in. Henri-Georges Adam, Jean Michel Atlan, Jean Bertholle, Roger Bissière, Mario Prassinos, Zoran Mušič, Gustave Singier, Maria Elena Vieira da Silva i Jacques Villon. W 1963 Claude Aveline przekazał całą kolekcję do paryskiego Musée National d’Art Moderne.
W 1967 Ossip Zadkine wyrzeźbił popiersie Aveline’a, było to jego ostatnie dzieło przed śmiercią rzeźbiarza w listopadzie tego roku. Był członkiem jury konkursu głównego na 21. MFF w Cannes w 1968. W 1974 Claude Aveline spisał swoje wspomnienia, dwa lata później w uznaniu za prac literackich nad słuchowiskami radiowymi otrzymał nagrodę Towarzystwa Dramaturgów Radiowych. W 1977 powstaje ostatnia powieść „Hoffmann Canada”, rok później artysta przekazał całą swoją spuściznę bibliotece w Wersalu. W skład darowizny wchodzą rękopisy, korespondencja, książki z autografami oraz cała biblioteka przez lata gromadzona przez Aveline’a. W 1980 ukończył pracę nad wyimaginowaną biografią „Trésors de la Connivence. La vie et l'œuvre du Pr Lembourg”. Claude Aveline od 1968 zajmował się również malarstwem i grafiką, stworzył setki rysunków, które były wielokrotnie wystawiane w galeriach w Paryża, Brukseli, w Lublanie, Zagrzebiu i Belgradzie. W 1991 w paryskim Musée Bourdelle miała miejsce retrospektywna wystawa twórczości malarskiej artysty. Claude Aveline zmarł w listopadzie 1992 w Paryżu. W uznaniu zasług dla francuskiej kultury i sztuki został odznaczony francuską Legią Honorową.

## Twórczość (utwory wydane w Polsce)
Claude Aveline tworzył kryminały (luźny cykl połączony postacią głównego bohatera – policjanta służby dochodzeniowej, Frederica Belota), powieści z wątkiem psychologicznym oraz opowiadania dla dzieci. W Polsce ukazały się m.in.:

### Dla dzieci
- „Drzewo Tik-Tak”
- „Dziwne przygody małego Murzynka”
- „Historyjki o lwie, o słoniu, o kotku i kilka innych jeszcze w środku”
- „O lwie, który lubił tylko truskawki”

### Dla dorosłych
- „Pierścionek z kocim oczkiem”
- „Podwójna śmierć Fryderyka Belot”
- „Wagon Nr 7”
- „Opowiadania” (antologia 30 opowiadań z ilustracjami; inni autorzy m.in. Louis Aragon, Vercors (właśc. Jean Bruller), Pierre Gamara)